# 23e Legerkorps (Wehrmacht)
Het 23e Legerkorps (Duits: Generalkommando XXIII. Armeekorps) was een Duits legerkorps van de Wehrmacht tijdens de Tweede Wereldoorlog. Het korps kwam in actie in de veldtocht in het westen en werd in juni 1941 naar Oost-Pruisen verplaatst. Daar volgde de inzet aan het oostfront gedurende de volgende 4 jaar, eerst in de noordelijke sector en daarna in de centrale sector. In 1945 nam het deel aan de defensieve strijd in West-Pruisen. 

## Krijgsgeschiedenis

### Oprichting
Het 23e Legerkorps werd opgericht op 18 september 1939 in de Eifel door omdopen van Generalkommando der Grenztruppen Eifel.
Maar eerder al op 24 november 1938 werd in Bonn, in Wehrkreis VI de Kommandostab Eifel opgericht en rond Trier gestationeerd. Deze staf werd vervolgens op 1 maart 1939 omgedoopt in Generalkommando der Grenztruppen Eifel.

### 1939/40
Op 26 augustus 1939 werd het korps gemobiliseerd als onderdeel van het 5e Leger en waren de 26e, 86e en 227e Infanteriedivisies onder bevel. Tijdens de Schemeroorlog was het korps steeds in de Eifel aanwezig.
Aan het begin van de westerse veldtocht werden de 34e, 73e, 76e en 58e Infanteriedivisies toegewezen aan het korps en samen met het 13e Legerkorps werd Luxemburg ingenomen. Daarna volgde een statische periode in stelling tegenover het Franse 42e Korps in het gebied rond Thionville, om vervolgens vervangen te worden door Höheres Kommando z.b.V. XXXI. Het korps werd vervolgens ondergebracht bij het 12e Leger en ingezet in het westen van Rethel in de Champagnestreek aan het Aisne-front. In de tweede fase van de veldtocht (Fall Rot) beschikte het korps over de 73e, 82e en de 86e Infanteriedivisies. Na de doorbraak van het 41e Gemotoriseerde Korps door de Weygand-Linie bereikte het korps half juni het gebied rond Bar-le-Duc. Tijdens de verdere opmars bereikten de 73e en 82e Infanteriedivisies van het korps het gebied rond Dijon tot aan de wapenstilstand (20 juni), waarbij de Saône nog werd overgestoken bij Dole. Daarna werd het korps ingezet aan de Kanaalkust (vanaf 28 juli, met de 254e en 267e Infanteriedivisies, met stafkwartier aanvankelijk in Hesdin). Hoewel telkens korpsgrenzen schoven, was het korps meestentijds verantwoordelijk voor de kust van België en rond Calais-Boulogne. 

### 1941
Pas op 25 maart 1941 werd het korps aan de kust vervangen door het Höheres Kommando z.b.V. XXXVII en bleef daarna in België. In juni 1941 verhuisde het korps naar Oost-Pruisen en werd toegewezen aan de Heeresgruppe Nord als reserve met de 251e en 254e Infanteriedivisies. Eind juni werd het korps verplaatst naar het Vilnius-gebied en kreeg toegewezen de 86e, 206e en 253e Infanteriedivisies. Half juli wisselde het korps naar de noordelijke oever van de Westelijke Dvina en ondersteunde Panzerguppe 3 vanuit het noorden bij het aanvallen op Polotsk. Op 23 juli bereikte het korps, met de 102e en 256e Infanteriedivisies, het gebied ten oosten van Nasimova. Op 19 juli naderde het korps Nevel vanuit het zuidwesten en reduceerde samen met het 57e Gemotoriseerde Korps de pocket daar. De verdere opmars vond begin augustus plaats in het gebied ten oosten van Velikieje Loeki, met naast de 86e, ook de 206e en 110e Infanteriedivisies van het 6e Legerkorps. Tijdens deze gevechten werd het korps op de linkervleugel ook de 251e en 253e Infanteriedivisies toegewezen. Op 24 augustus verkleinde het korps samen met het 40e Gemotoriseerde Korps de pocket bij Velikieje Loeki. In september 1941 werd het gebied rond Toropets bezet. Begin oktober werd met de 102e, 206e, 251e en 256st Infanteriedivisies deelgenomen aan Operatie Taifun. Het korps rukte op in de richting van Ostasjkov naar het Seligermeer, met als tegenstander het Russische 22e Leger. Op 14 december 1941 begon het tegenoffensief van het Russische 4e Stoottroepen- en het 22e en 29e Leger vanuit het gebied Ostasjkov en Torzjok. Op 22 december brak het Russische 39e Leger door de verdedigingslinies van de 256e Infanteriedivisie ten westen van Rzjev, maar deze stad zelf werd behouden. Het korps, met de 102e, 206e, 251e, 253e en 256st Infanteriedivisies, werd verboden terug te trekken en daarmee samen met het 6e Legerkorps de Wolga-bocht te houden. Op 31 december 1941 stortte het front van de 206e en 256e Infanteriedivisies in onder verhoogde Sovjetdruk.

### 1942

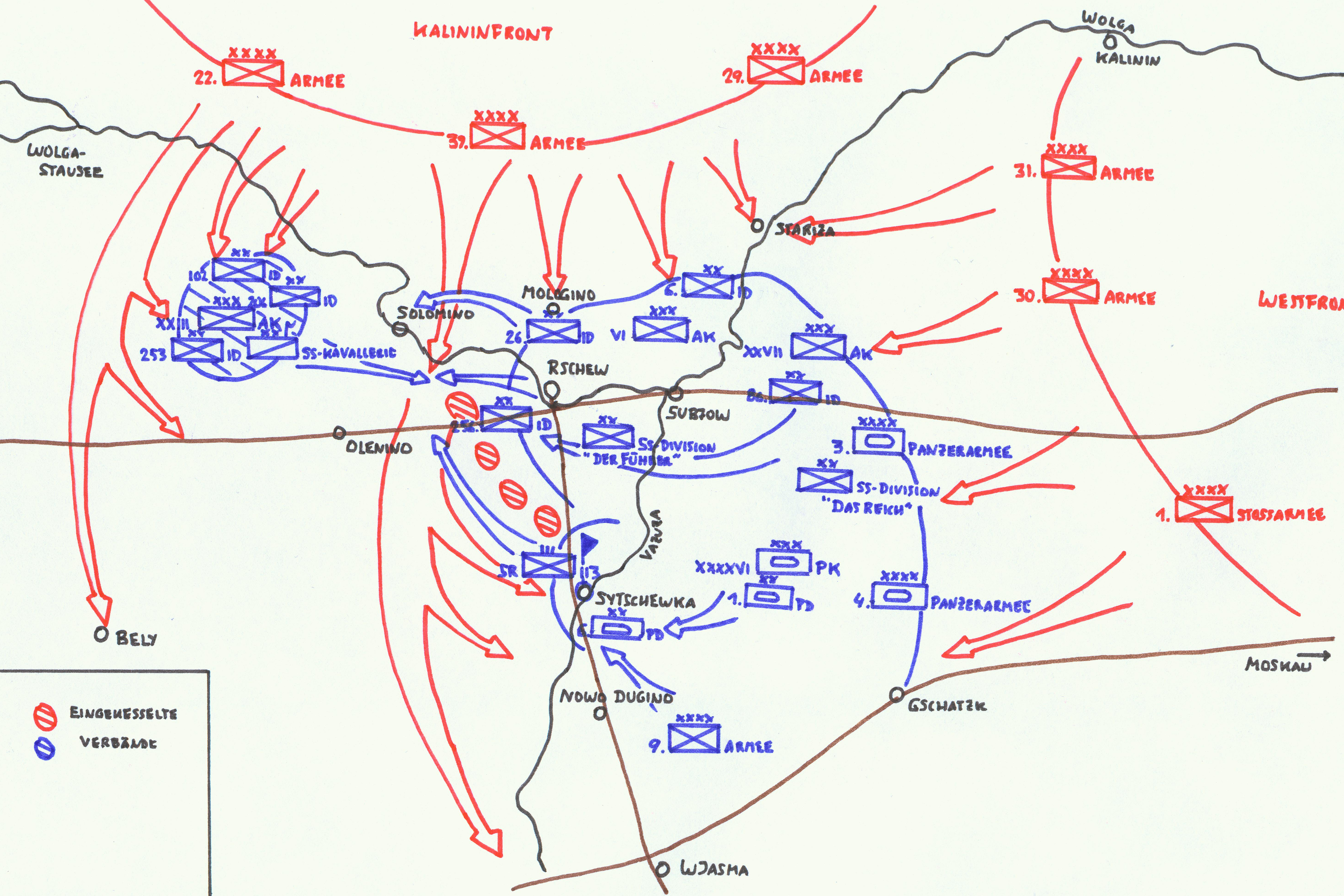
Winterslag en omsingeling van het korps oost van Rzjev

Op 4 januari brak het Rode Leger door de nieuwe frontlijn van het 9e Leger en creëerde een gat van zo’n 20 kilometer tussen het korps en het 6e Legerkorps. Sinds 9 januari 1942 liep een andere grote Sovjet-aanval vanuit de regio Ostasjkov tegen de linkervleugel van het korps, dat verder naar het zuiden werd teruggeduwd en nu tijdelijk volledig was afgesneden. Op 22 januari viel het korps aan richting het oosten met de 206e Infanteriedivisie, SS-Cavaleriebrigade Fegelein en Sturmgeschützabteilung 189, creëerde een doorbraak en slaagde in hereniging met het 6e Legerkorps. Op 4 februari wist de 86e Infanteriedivisie ook de sleutelpositie van Ossuikoje veilig te stellen. Medio februari beschikte het korps over de 102e, 206e en 253e Infanteriedivisie. Tijdens Operatie Mars (november 1942) stond het korps aan het noordwestelijke front van Rzjev tegenover het offensief van het Kalininfront (Russische 22e en 41e Leger) ten noorden van Bely. De volgende divisies verdedigden van noord naar zuid: 206e, 253e, 86e de 246e Infanteriedivisie en delen van de 9e Pantserdivisie. 

### 1943
Begin maart werd Operatie Büffel uitgevoerd, de terugtrekking uit de Rzjev-saillant. In de eerste fase trok het korps de 251e en 253e Infanteriedivisies terug naar de Luchessa, waar de 110e en 206e Infanteriedivisies een opvanglinie ingericht hadden. In de tweede fase gaf de 246e Infanteriedivisie de stad Bely op. In mei werd het korps verplaatst naar de Orel-saillant en daar onder het 2e Pantserleger geplaatst. Tijdens de Operatie Citadel (vanaf 7 juli 1943) stonden de 36e (grotendeels), 78e, 216e, 383e Infanteriedivisies ter beschikking van het korps, onder het 9e Leger. De taak van het korps was het dekken van de linkerflank van het 41e Pantserkorps, door middel van een aanval op het Russische 27e Leger richting Maloarchangelsk. Na het mislukken van deze operatie en de opvolgende Sovjet-tegenaanval, beschikte het korps over de 95e, 134e en 183e Infanteriedivisies tijdens de terugtocht vanuit de Orel-saillant naar Dyatkovo in het gebied ten noorden van Brjansk. Na de start van de Sovjet-Operatie Suvorov volgde de terugtocht naar Mogilev aan de Dnjepr.

### 1944
In januari 1944 werd het korps in het Zhlobin-gebied onder het 2e Leger geplaatst en nam het de leiding over van de 253e en 296e Infanteriedivisies. Als gevolg van Operatie Bagration (vanaf 22 juni 1944) stortte het Duitse 9e leger in het Bobroejsk-gebied in. Het korps stond tijdens deze ramp op de rechtervleugel van het 2e Leger, ingezet in het gebied ten zuiden van Luninez bij de Pripjat. De 7e Infanteriedivisie en de 203e Beveiligingsdivisie stonden onder bevel. Tussen 13 en 19 juli trok het korps zich terug uit de oostelijke boog om Pinsk. Op 23 juli trok het korps zich terug over de Westelijke Boeg ten noorden van Brest-Litovsk (dat werd verdedigd door het 20e Legerkorps). Op 27 juli stortte een nieuwe verdedigingslinie van de 7e en 102e Infanteriedivisies tussen Kostyn en de Boeg in door de aanval van het Russische 28e Leger en de Pliyev Cavaleriegroep. De terugtocht eindigde in september 1944 in het gebied ten noorden van Warschau aan de Narew rond  op het Narew-gedeelte in het Pułtusk, waar het front werd gestabiliseerd, ondanks druk van het Russische 65e Leger. Medio september 1944 waren de 541e Grenadierdivisie, de 211e en 292e Infanteriedivisies en de 6e Pantserdivisie ondergeschikt aan het korps. Het korps bleef in deze posities tot januari 1945.

### 1945
Half januari 1945 nam het korps op de zuidvleugel van Heeresgruppe Mitte deel aan de strijd om Oost-Pruisen, met onder bevel de 7e en 299e Infanteriedivisies en de 5e Jägerdivisie. De ineenstorting van het Duitse 3e Pantserleger rond Gumbinnen op 16 januari dwong het 4e en 2e Leger om het front aan Narew op te geven. Op 17 januari vielen Ciechanów en Przasnysz en op 18 januari Mława in Sovjethanden. De 2e Leger werd met het korps en het 27e Legerkorps naar het front rond de beneden-Weichsel gebracht om West-Pruisen te verdedigen. Voordat het Pommerenoffensief begon, moest het korps het oostelijke bruggenhoofd bij Marienwerder ontruimen en via Dirschau naar het noorden terugtrekken. De 23e, 83e en 252e Infanteriedivisies en de 337e Volksgrenadierdivisie stonden ter beschikking tijdens deze gevechten. De 83e Infanteriedivisie, die was afgesneden aan de grens van West-Pruisen, begon op 17 februari uit te breken uit de pocket om Graudenz en het 257e Grenadierregiment werd daarbij volledig vernietigd. Vanaf 7 april kwam het korps onder bevel van Armee Ostpreußen, en werd in de gevechten rondom Danzig tegenover het 2e Wit-Russische Front volledig vernietigd. Op het eind waren de resten van de 23e en 35e Infanteriedivisies en de 542e Volksgrenadierdivisie nog onder bevel.
Het 23e Legerkorps werd kwam aan zijn einde in mei 1945.

## Bovenliggende bevelslagen
| Leger              | Legergroep            | Plaats/regio                                      | Begin              | Eind               |
| ------------------ | --------------------- | ------------------------------------------------- | ------------------ | ------------------ |
| 5. Armee           | Heeresgruppe C        | Eifel                                             | 25 augustus 1939   | 18 september 1939  |
| 5. Armee           | Heeresgruppe C        | Eifel                                             | 18 september 1939  | 10 oktober 1939    |
| 6. Armee           | Heeresgruppe B        | Eifel                                             | 10 oktober 1939    | 20 oktober 1939    |
| 12. Armee          | Heeresgruppe A        | Trier                                             | 20 oktober 1939    | 25 oktober 1939    |
| 16. Armee          | Heeresgruppe A        | Trier, Luxemburg, Verdun                          | 25 oktober 1939    | juni 1940          |
| 12. Armee          | Heeresgruppe A        | Champagne                                         | juni 1940          | 5 juli 1940        |
| 9. Armee           | Heeresgruppe A        | Noord-Frankrijk, België                           | 5 juli 1940        | 2e helft juli 1940 |
| 16. Armee          | Heeresgruppe A        | Noord-Frankrijk, België                           | 2e helft juli 1940 | 14 april 1941      |
| 15. Armee          | Heeresgruppe D        | België                                            | 14 april 1941      | 25 mei 1941        |
| direct onder bevel | Heeresgruppe Nord     | Oost-Pruisen                                      | juni 1941          | juni 1941          |
| 16. Armee          | Heeresgruppe Nord     | Vilnius                                           | eind juni 1941     | eind juni 1941     |
| direct onder bevel | Heeresgruppe Nord     | Vilnius                                           | eind juni 1941     | begin juli 1941    |
| 9. Armee           | Heeresgruppe Mitte    | Nevel, Velikieje Loeki, Smolensk, Toropets, Rzjev | begin juli 1941    | maart 1943         |
| direct onder bevel | Heeresgruppe Mitte    | Smolensk                                          | maart 1943         | april 1943         |
| 2. Panzerarmee     | Heeresgruppe Mitte    | Orel                                              | april 1943         | juli 1943          |
| 9. Armee           | Heeresgruppe Mitte    | Orel                                              | juli 1943          | juli 1943          |
| 2. Panzerarmee     | Heeresgruppe Mitte    | Orel                                              | augustus 1943      | 15 augustus 1943   |
| 9. Armee           | Heeresgruppe Mitte    | Brjansk, Mogilev                                  | 16 augustus 1943   | november 1943      |
| 4. Armee           | Heeresgruppe Mitte    | Mogilev                                           | december 1943      | januari 1944       |
| 2. Armee           | Heeresgruppe Mitte    | Zhlobin, Pinsk, Brest-Litovsk, Narew              | januari 1944       | 24 januari 1945    |
| 2. Armee           | Heeresgruppe Weichsel | West-Pruisen                                      | 24 januari 1945    | 7 april 1944       |
| Armee Ostpreußen   | OKH                   | West-Pruisen                                      | 7 april 1944       | mei 1945           |

## Commandanten
| Rang                                                            | Naam                    | Begin             | Eind            |
| --------------------------------------------------------------- | ----------------------- | ----------------- | --------------- |
| General der Infanterie                                          | Erich Raschick          | 18 september 1939 | 26 oktober 1939 |
| Generalleutnant General der Infanterie (vanaf 1 juni 1940)      | Albrecht Schubert       | 26 oktober 1939   | 25 juli 1942    |
| Generalleutnant General der Infanterie (vanaf 1 september 1942) | Carl Hilpert            | 25 juli 1942      | 19 januari 1943 |
| Generalleutnant General der Infanterie (vanaf 20 april 1943)    | Johannes Frießner       | 19 januari 1943   | 7 december 1943 |
| Generalleutnant                                                 | Hans Freiherr von Funck | 7 december 1943   | 2 februari 1944 |
| Generalleutnant General der Pioniere (vanaf 1 mei 1944)         | Otto Tiemann            | 2 februari 1944   | 12 oktober 1944 |
| Generalleutnant General der Infanterie (vanaf 30 januari 1945)  | Walter Melzer           | 12 oktober 1944   | mei 1945        |